# Baruta
Baruta è un comune del Venezuela nello stato di Miranda. È uno dei cinque comuni che compongono il Distretto Metropolitano di Caracas. Confina con i comuni di Libertador e Los Salias ad ovest, Chacao a nord, Sucre, El Hatillo e Paz Castillo ad est e Guaicaipuro e lo stesso Paz Castillo a sud.
È caratterizzata dalle numerose attività commerciali. In particolare il quartiere di Las Mercedes è famoso per ospitare i migliori centri commerciali di Caracas e i locali più frequentati della vita notturna.

## Storia
Baruta è stata fondata il 19 agosto 1620 con il nome di San Francisco de Paula.
L'attuale comune è stato istituito il 22 settembre 1987.
Dal 2000 al 2008 ha avuto come sindaco Henrique Capriles Radonski, leader del partito centrista Primero Justicia, che poi è diventato governatore dello stato di Miranda e quindi è stato candidato alle elezioni presidenziali del 2012, perse con il presidente uscente Hugo Chávez.

## Amministrazione

### Parrocchie
Il comune di Baruta ha tre parrocchie:
- El Cafetal
- Las Minas de Baruta
- Nuestra Señora del Rosario de Baruta (capoluogo)